# Clima mediterraneo continentale

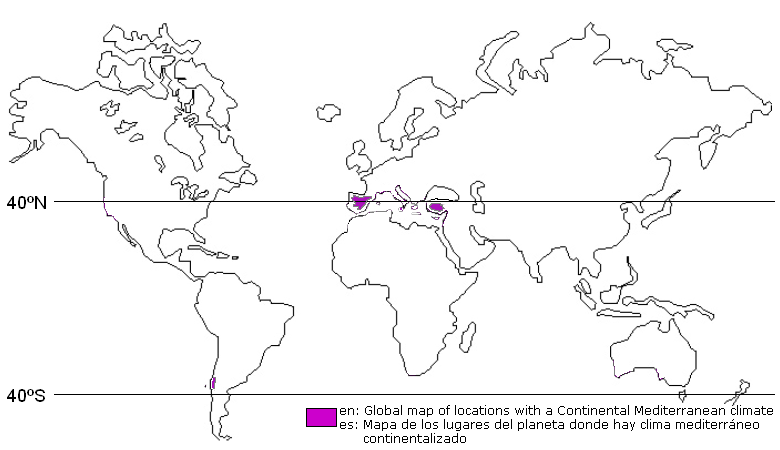
Clima mediterraneo-continentalizzato.

Il clima mediterraneo continentale è un clima temperato con caratteristiche sia del clima mediterraneo tipico che del clima continentale. Il clima è da ritenersi di tipo transitorio tra il clima steppico BS previsto dalla classificazione climatica di Köppen, in base alla pluviometria, e il clima mediterraneo, in base all'andamento delle temperature. 
Il clima è tipico delle aree del mediterraneo situate lontano dalle coste, come le zone interne della Spagna, e in particolare nell'altopiano della Meseta centrale, dell'entroterra delle regioni della Catalogna e dell'Andalusia, della Sicilia centrale, dell'Anatolia e delle zone centrali del Cile.

## Caratteristiche
Questa peculiarità specifica del clima mediterraneo è spiegabile come un misto di fattori climatici propri delle regioni bagnate dal Mediterraneo, e poste a latitudini comunque che si aggirano ai 40°-45° nord, con elementi del clima continentale, dovuti alla collocazione interna e alla distanza, più o meno grande, dal mare.
Il clima della Sicilia centrale e dell’entroterra padano che sono gli unici territori italiani dove si può riscontrare un simile fenomeno meteorologico, hanno come punti fermi le precipitazioni abbastanza scarse, comprese tra i 400 e i 600 mm l'anno a seconda dei territori per una media annua di 540 mm, e l'assenza o la scarsità di umidità nel periodo estivo, altro fattore che ammorbidisce la calura.
L'inverno è invece più rigido rispetto a quello delle aree costiere come la Spagna (la quale però presenta un clima leggermente più continentale rispetto all’Italia, per via del suo territorio) e vede tassi elevati di umidità con la possibilità di nebbia generalmente a partire dai 700–900 m d'altitudine. L'inverno in queste aree non raggiunge mai il rigore dei climi continentali veri e propri, caratterizzati, questi ultimi, da inverni prolungatamente sotto zero con copiose nevicate, molto meno frequenti sia in Padania che nella provincia di Enna ma anche nelle città spagnole come Saragozza e Toledo, principali località aventi questa varietà climatica in Spagna.
La temperatura media annua è di 16 °C, di poco inferiore a quella regionale; il mese più caldo è agosto, quando si registrano 24 °C, mentre quello più freddo è gennaio con 7 °C. Infine, giugno risulta essere il mese più soleggiato con 14,6 ore di irraggiamento al giorno, che scendono a 9,4 ore a dicembre, il mese meno soleggiato.